# Arcidiecéze miamská
Arcidiecéze miamská (latinsky Archidioecesis Miamiensis) je římskokatolická arcidiecéze na části území severoamerického státu Florida se sídlem ve městě Miami a s katedrálou P. Marie v Miami. Jejím současným arcibiskupem je Thomas Gerard Wenski.

## Stručná historie
Území celé Floridy bylo původně podřízeno jediné diecézi St. Augustine. V roce 1958 byla zřízena diecéze miamská, která byla povýšena na metropolitní arcidiecézi v roce 1968.

## Církevní provincie

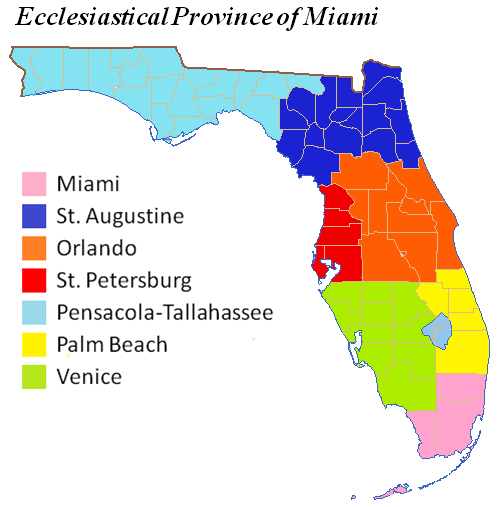
Mapa církevní provincie miamské

Jde o metropolitní arcidiecézi, jíž jsou podřízeny tyto sufragánní diecéze na území státu Florida:
- diecéze orlandská
- diecéze Palm Beach
- diecéze Pensacola-Tallahassee
- diecéze St. Augustine
- diecéze St. Petersburg
- diecéze Venice.